# Oștava
Oștava (în bulgară Ощава) este un sat situat în partea de sud-vest a Bulgariei, la poalele munților Pirin, în Comuna Kresna din Regiunea Blagoevgrad. La recensământul din 2011 avea o populație de 66 locuitori. Izvoare minerale.

## Demografie
Componența etnică a satului Oștava
     Bulgari (96,96%)
     Nicio identificare (3,03%)
     Altele (0%)
La recensământul din 2011, populația satului Oștava era de 66 locuitori. Din punct de vedere etnic, majoritatea locuitorilor (96,96%) erau bulgari. Pentru 3,03% din locuitori nu este cunoscută apartenența etnică.